# Alta Wind Energy Center
Das Alta Wind Energy Center ist ein in Betrieb befindlicher Windpark in Kalifornien in den Vereinigten Staaten. Mit einer installierten Leistung von über 1.548 MW ist er der größte Windpark des Landes. Er befindet sich auf dem Tehachapi Pass in den Tehachapi Mountains im Kern County. Der Windpark versorgt im Endausbau etwa 450.000 Haushalte mit Strom.

## Geschichte
Im Jahr 2010 wurde als Planungsziel ein Windpark mit 320 Windturbinen und bis zu 800 MW installierte Leistung angegeben. Der Baubeginn war im März 2010 und sollte Anfang 2011 abgeschlossen sein. Im Jahr 2014 wurden die Arbeiten einiger Erweiterungen abgeschlossen. Im September 2016 gab die Kalifornische Energiekommission eine Leistung von 1.548 MW an. Diese soll bis 2040 auf 3.000 MW erhöht werden.

## Betrieb
Hauptprojektierer des Windparks war Terra-Gen Power. Die einzelnen Projekte gehören zu NRG Renew (948 MW), BHE Renewables (300 MW), EverPower (150 MW) und Brookfield Renewable Energy Partners (150 MW).
Durch den Windpark werden jährlich etwa 30 Mio. US-Dollar an Pachten ausgezahlt. Da der Park vor allem auf Privatgrundstücken steht, gehen diese an die lokalen Landbesitzer. Des Weiteren werden jährlich mehr als 40 Mio. an Steuern bezahlt.

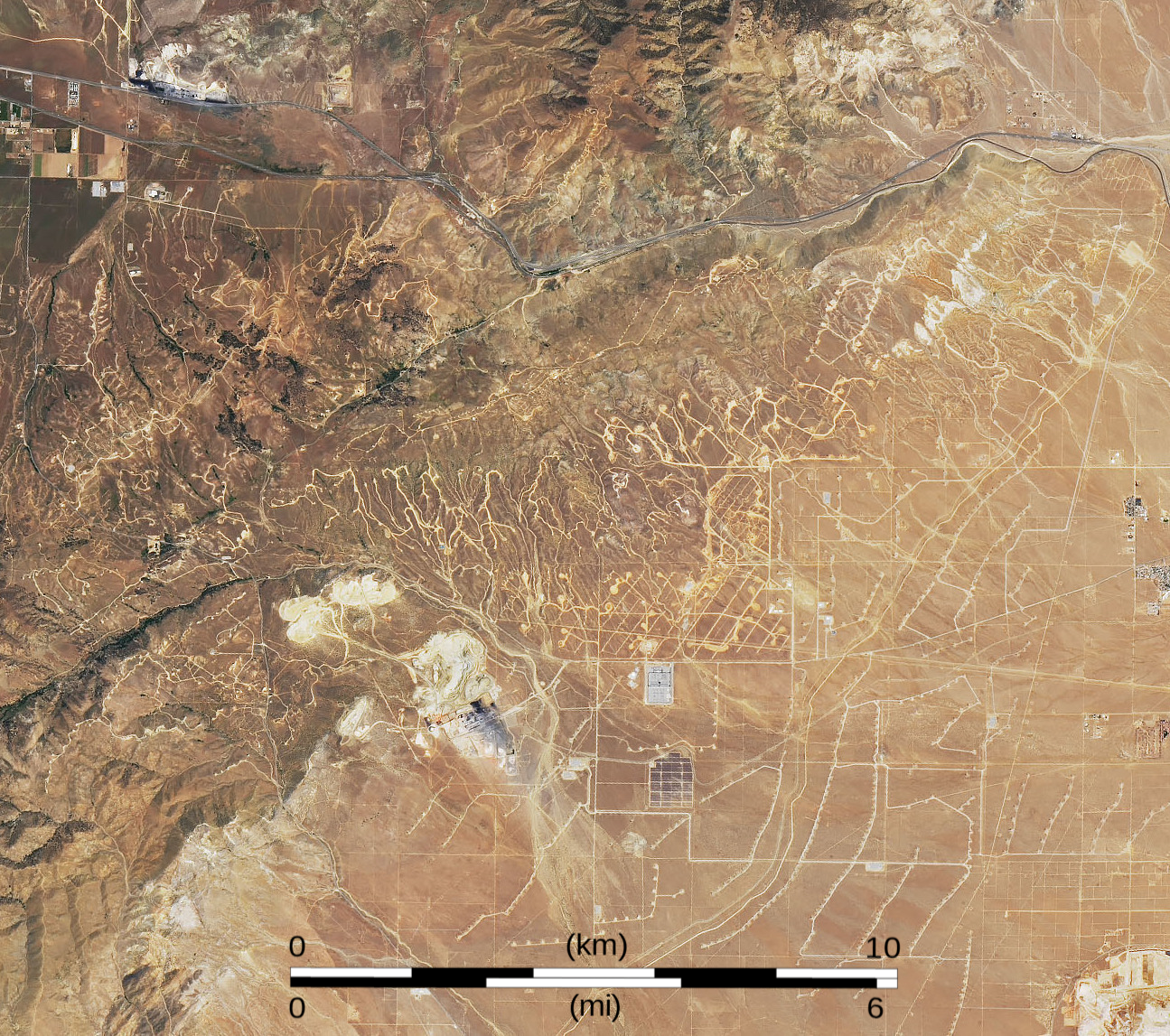
Satellitenbild des Alta Wind Energy Center und der Tehachapi Pass wind farm. Gut zu sehen: die verschlungenen Zugangsstraßen zwischen den einzelnen Windrädern.